# 46. ceremonia wręczenia nagród David di Donatello
46. ceremonia wręczenia włoskich nagród filmowych David di Donatello odbyła się 10 kwietnia 2001 roku w Auditorium della Rai del Foro Italico w Rzymie.

## Laureaci i nominowani
Laureaci nagród wyróżnieni są wytłuszczeniem.

### Najlepszy film
- Pokój syna (tytuł oryg. La stanza del figlio, reż. Nanni Moretti)
- I cento passi (reż. Marco Tullio Giordana)
- Ostatni pocałunek (tytuł oryg. L’ultimo bacio, reż. Gabriele Muccino)

### Najlepszy debiutujący reżyser
- Alex Infascelli – Almost Blue
- Roberto Andò – Il manoscritto del principe
- Rolando Stefanelli – Il prezzo

### Najlepszy reżyser
- Gabriele Muccino – Ostatni pocałunek (tytuł oryg. L’ultimo bacio)
- Marco Tullio Giordana – I cento passi
- Nanni Moretti – Pokój syna (tytuł oryg. La stanza del figlio)

### Najlepszy scenariusz
- Claudio Fava, Monica Zapelli i Marco Tullio Giordana – I cento passi
- Linda Ferri, Nanni Moretti, Heidrun Schleef – Pokój syna (tytuł oryg. La stanza del figlio)
- Gabriele Muccino – Ostatni pocałunek (tytuł oryg. L’ultimo bacio)

### Najlepszy producent
- Domenico Procacci, Fandango we współpracy z Medusa Film – Ostatni pocałunek (tytuł oryg. L’ultimo bacio)
- Angelo Babbagallo i Nanni Moretti, Sacher Film – Pokój syna (tytuł oryg. La stanza del figlio)
- Fabrizio Mosca, Titti Film – I cento passi

### Najlepsza aktorka
- Laura Morante – Pokój syna (tytuł oryg. La stanza del figlio)
- Margherita Buy – On, ona i on (tytuł oryg. Le fate ignoranti)
- Giovanna Mezzogiorno – Ostatni pocałunek (tytuł oryg. L’ultimo bacio)

### Najlepszy aktor
- Luigi Lo Cascio – I cento passi
- Stefano Accorsi – Ostatni pocałunek (tytuł oryg. L’ultimo bacio)
- Nanni Moretti – Pokój syna (tytuł oryg. La stanza del figlio)

### Najlepsza aktorka drugoplanowa
- Stefania Sandrelli – Ostatni pocałunek (tytuł oryg. L’ultimo bacio)
- Athina Cenci – Róża i Kornelia (tytuł oryg. Rosa e Cornelia)
- Jasmine Trinca – Pokój syna (tytuł oryg. La stanza del figlio)

### Najlepszy aktor drugoplanowy
- Tony Sperandeo – I cento passi
- Silvio Orlando – Pokój syna (tytuł oryg. La stanza del figlio)
- Claudio Santamaria – Ostatni pocałunek (tytuł oryg. L’ultimo bacio)

### Najlepsze zdjęcia
- Lajos Koltai – Malena (tytuł oryg. Malèna)
- Franco Di Giacomo – Nieuczciwa konkurencja (tytuł oryg. Concorrenza sleale)
- Roberto Forza – I cento passi

### Najlepsza muzyka
- Nicola Piovani – Pokój syna (tytuł oryg. La stanza del figlio)
- Ennio Morricone – Malena (tytuł oryg. Malèna)
- Armando Trovajoli – Nieuczciwa konkurencja (tytuł oryg. Concorrenza sleale)

### Najlepsza scenografia
- Luciano Ricceri – Nieuczciwa konkurencja (tytuł oryg. Concorrenza sleale)
- Giancarlo Basili – Pokój syna (tytuł oryg. La stanza del figlio)
- Francesco Frigeri – Malena (tytuł oryg. Malèna)

### Najlepsze kostiumy
- Elisabetta Montaldo – I cento passi
- Maurizio Millenotti – Malena (tytuł oryg. Malèna)
- Odette Nicoletti – Nieuczciwa konkurencja (tytuł oryg. Concorrenza sleale)

### Najlepszy montaż
- Claudio Di Mauro – Ostatni pocałunek (tytuł oryg. L’ultimo bacio)
- Esmeralda Calabria – Pokój syna (tytuł oryg. La stanza del figlio)
- Roberto Missiroli – I cento passi

### Najlepszy dźwięk
- Gaetano Carito – Ostatni pocałunek (tytuł oryg. L’ultimo bacio)
- Fulgenzio Ceccon – I cento passi
- Alessandro Zanon – Pokój syna (tytuł oryg. La stanza del figlio)

### Najlepszy film krótkometrażowy
- Gavetta (reż. Craig Bell)
- Cecchi Gori Cecchi Gori? (reż. Rocco Papaleo)

### Najlepszy film zagraniczny
- Gusta i guściki (tytuł oryg. Le goût des autres, reż. Agnès Jaoui)
- Billy Elliot (reż. Stephen Daldry)
- Czekolada (tytuł oryg. Chocolat, reż. Lasse Hallström)
- Spragnieni miłości (tytuł oryg. In the Mood for Love, reż. Wong Kar-Wai)

### Nagroda David scuola
- I cento passi – I cento passi

### Nagroda specjalna
- Tony Curtis
- Martin Scorsese
- Enzo Verzini